# Промышленность Франции
Промышленность Франции является одной из важнейших отраслей экономики страны. Крупнейшими секторами промышленности являются производство автомобилей и автокомплектующих, авиационной, ракетной и космической техники, электроники и электротехники, нефтепереработка и нефтехимия, энергетика. 
Также развиты производство лекарств, химикатов, парфюмерии и косметики, медицинских товаров, строительство, производство стройматериалов и стекла. Страна славится производством пищевых продуктов (молочных, кондитерских и мясных изделий, вина, пива и прохладительных напитков) и товаров класса люкс (одежды, обуви, аксессуаров и ювелирных изделий). 
По состоянию на 2012 год крупнейшими промышленными компаниями Франции были Total, GDF Suez, Électricité de France, Sanofi, Renault, Schneider Electric, Saint-Gobain, L’Oréal, Christian Dior, Danone, Air Liquide, Michelin, Pernod Ricard, Lafarge, Alstom, Peugeot, Safran, Alcatel-Lucent, Thales, Areva, Essilor, Vallourec, Hermès, Valeo, Legrand, Dassault Aviation и Arkema.

## Энергетика
В энергетическом секторе крупнейшими компаниями являются Électricité de France (активы в 2015 году — 324 млрд долл., сотрудников — 148 тыс. человек) и Engie (активы в 2015 году — 200 млрд долл., сотрудников — 236 тыс. человек). Также в энергетике Франции работают немецкая E.ON, итальянская Eni, швейцарская Alpiq и французские средние компании Compagnie nationale du Rhône и Électricité de Strasbourg (дочерняя компания EDF).
- Électricité de France является крупнейшим оператором атомных электростанций, крупным оператором гидроэлектростанций, газовых и угольных электростанций, а также крупным дистрибьютором природного газа.
- Engie является крупнейшим дистрибьютором природного газа, а также крупным оператором газовых, угольных, атомных, ветряных и солнечных электростанций.

## Нефтегазовая и нефтехимическая промышленность
Крупнейшей нефтегазовой компанией страны является Total (активы в 2015 году — 230 млрд долл., сотрудников — 100 тыс. человек). Крупнейшим производителем технических газов является компания Air Liquide (активы в 2015 году — 32 млрд долл., сотрудников — 50 тыс. человек), крупнейшим производителем шин — компания Michelin (активы в 2015 году — 27 млрд долл., сотрудников — 106 тыс. человек). 
- Total контролирует нефтеперерабатывающие заводы в Гонфревиль-л’Орше (Приморская Сена), Донже (Атлантическая Луара), Шатонёф-ле-Мартиге (Буш-дю-Рон), Фейзене[фр.] (Лионская метрополия) и Гранпюи-Баи-Карруа[фр.] (Сена и Марна).
- Американская ExxonMobil контролирует нефтеперерабатывающие заводы в Нотр-Дам-де-Граваншоне[фр.] (Приморская Сена) и Фос-сюр-Мере (Буш-дю-Рон).
- Китайская PetroChina и швейцарская Ineos контролируют нефтеперерабатывающий завод в Мартиге (Буш-дю-Рон).
- Colas Group[англ.] контролирует нефтеперерабатывающий завод в Дюнкерке (Нор).
- Total Petrochemicals[англ.] (дочерняя компания Total) контролирует нефтехимические заводы в Сент-Авольде (Мозель), Гонфревиль-л’Орше и Нотр-Дам-де-Граваншоне[фр.] (Приморская Сена), Фейзене[фр.] (Лионская метрополия) и Мартиге (Буш-дю-Рон).

## Машиностроение
Крупнейшей машиностроительной компанией страны является производитель энергетического и железнодорожного оборудования Alstom (активы в 2015 году — 42 млрд долл., сотрудников — 86 тыс. человек).

### Автомобильная промышленность

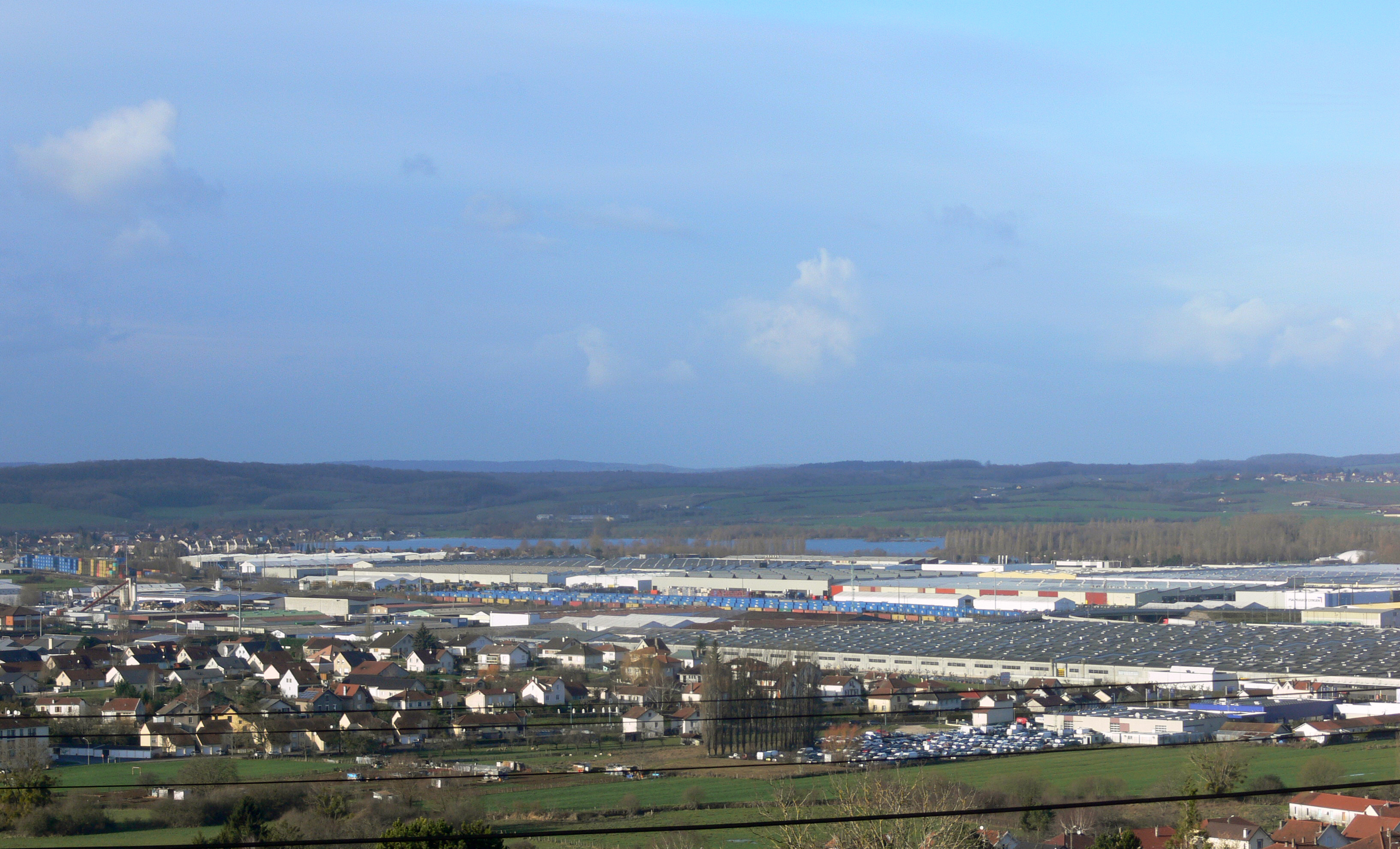
Завод Peugeot Citroën в коммуне Нуадан-ле-Везуле

Автомобильная промышленность Франции — одна из старейших в мире. В последние годы Франция производит около 2 миллионов автотранспортных средств в год, занимая 11—12-е место в мире и 3-е место в Европе (после Германии и Испании). В 1980-х годах страна производила до 4 миллионов автомобилей ежегодно, соперничая на равных с ФРГ в Европе и деля с ней 3—4-е место в мире.
Крупнейшими автомобильными компаниями страны являются: 
- Renault Group (владелец марок Renault и Alpine, активы в 2015 году — 99 млрд долл., сотрудников — 117 тыс. человек)[8]
- Stellantis (владелец марок Peugeot, Citroën и DS, которые изначально входили в группу PSA Peugeot Citroën, активы в 2015 году — 74 млрд долл., сотрудников — 50 тыс. человек)[9]

Среди других мелких производителей автомобилей во Франции:
- Bugatti — роскошная марка, принадлежащая Bugatti Rimac со штаб-квартирой в Мольсеме.
- Venturi — небольшой производитель спортивных автомобилей и спонсор команды Формулы E. Расположен в Монако.
- Aixam-MEGA — объединённая марка микроавтомобилей компании Polaris Industries со штаб-квартирой в Экс-ле-Бене.
- Microcar и Ligier — марки микроавтомобилей компании DrivePlanet со штаб-квартирой в Абресте.
- Delage — производитель спортивных автомобилей из Леваллуа-Перре.

Французская компания Renault Trucks является крупным производителем коммерческих автомобилей и принадлежит Volvo.
Автомобили французского дизайна неоднократно выигрывали награды «Европейский автомобиль года» и «Всемирный автомобиль года».  Citroën DS занял третье место в номинации «Автомобиль века» и был назван журналом Classic & Sports Car самым красивым автомобилем всех времен.
Renault контролирует заводы в Дуэ и Мобёже (Нор), Клеоне и Сандувиле (Приморская Сена), Флен-сюр-Сене (Ивелин), Ле-Мане (Сарта), Батийи (Мёрт и Мозель). Peugeot Citroën контролирует заводы в Сошо и Эримонкуре (Ду), Меце и Тремери (Мозель), Сосайме (Верхний Рейн), Пуасси (Ивелин), Лье-Сент-Амане (Нор), Шартр-де-Бретань (Иль и Вилен), Кане (Кальвадос), Везуле (Верхняя Сона), Шарлевиль-Мезьере (Арденны), Дуврене (Па-де-Кале), Сент-Уэне (Сен-Сен-Дени) и Домпьер-сюр-Бебре (Алье). 
Японская Toyota контролирует завод в Оннене (Нор).
Крупнейший производитель автомобильных комплектующих и запасных частей — Valeo (активы в 2015 году — 12 млрд долл., сотрудников — 78 тыс. человек).

### Производство мототехники
Производители мотоциклов и мопедов: VéloSoleX (Solex), Peugeot Motocycles, Motobécane, Voxan, CEMEC.

### Аэрокосмическая промышленность
Крупнейшими аэрокосмическими компаниями страны являются: 
- Airbus Group (активы в 2015 году — 116 млрд долл., сотрудников — 138 тыс. человек)[11]
- Safran (активы в 2015 году — 31 млрд долл., сотрудников — 69 тыс. человек)[12]
- Thales (активы в 2015 году — 24 млрд долл., сотрудников — 61 тыс. человек)[13]

Airbus Group контролирует заводы в Тулузе и Бланьяке (Верхняя Гаронна), Мариньяне (Буш-дю-Рон) и Сен-Назере (Атлантическая Луара).

## Медицинское оборудование
Крупнейшим производителем линз является компания Essilor (активы в 2015 году — 13 млрд долл., сотрудников — 58 тыс. человек).

## Электронная и электротехническая промышленность
Крупнейшими электронными и электротехническими компаниями страны являются Schneider Electric (активы в 2015 году — 50 млрд долл., сотрудников — 186 тыс. человек), Alcatel-Lucent (активы в 2015 году — 26 млрд долл., сотрудников — 52 тыс. человек), Legrand (активы в 2015 году — 8 млрд долл., сотрудников — 33 тыс. человек).
- Alcatel-Lucent контролирует заводы в Нозе[фр.] (Эсон), Ланьоне (Кот-д’Армор), Тулузе (Верхняя Гаронна), Ренне (Иль и Вилен), Орво (Атлантическая Луара), Э (Приморская Сена), Орме[фр.] (Луаре).
- Legrand контролирует заводы в Малоне и Фонтен-ле-Буре[фр.] (Приморская Сена), Сен-Марселлене и Понт-ан-Руайане (Изер), Шалю (Верхняя Вьенна), Анси (Верхняя Савойя), Антибе (Приморские Альпы), По (Атлантические Пиренеи), Лагоре (Приморская Шаранта), Сие-ле-Гийоме[фр.] (Сарта), Страсбурге (Нижний Рейн), Понт-а-Муссоне (Мёрт и Мозель), Ле-Крёзо (Сона и Луара), Беломер-Геувиле[фр.] (Эр и Луар), Монбаре (Кот-д’Ор), Санлисе (Уаза) и Гюизе (Эна).

Строится крупный завод солнечных модулей; инициатор проекта — компания Holosolis («дочка» InnoEnergy Group), которую поддерживают Siemens и Renault, ученые из Штутгартского университета и эксперты из Французского комиссариата по атомной энергии.

## Строительство и производство стройматериалов
Крупнейшими строительными компаниями страны являются Vinci (активы в 2015 году — 78 млрд долл., сотрудников — 185 тыс. человек), Bouygues (активы в 2015 году — 42 млрд долл., сотрудников — 127 тыс. человек), Eiffage (активы в 2015 году — 38 млрд долл., сотрудников — 66 тыс. человек) и Technip (активы в 2015 году — 16 млрд долл., сотрудников — 38 тыс. человек). 
Крупнейшими производителями строительных материалов страны являются Saint-Gobain (активы в 2015 году — 54 млрд долл., сотрудников — 179 тыс. человек) и Lafarge (активы в 2015 году — 42 млрд долл., сотрудников — 63 тыс. человек).

## Лёгкая промышленность
Одежда и аксессуары
Крупнейшими производителями товаров класса люкс являются Christian Dior (активы в 2015 году — 70 млрд долл., сотрудников — 118 тыс. человек), Kering (активы в 2015 году — 28 млрд долл., сотрудников — 37 тыс. человек) и Hermès (активы в 2015 году — 5 млрд долл., сотрудников — 11 тыс. человек).
- Группе LVMH принадлежат марки Christian Dior, Louis Vuitton, Givenchy, Fendi, Berluti, Bulgari, Hublot, TAG Heuer, Zenith, Chaumet, De Beers, Emilio Pucci, Kenzo, Donna Karan, Céline, Loewe, Marc Jacobs, Loro Piana, EDUN, Moynat, Thomas Pink, Nicholas Kirkwood, R.M. Williams.
- Группе Kering принадлежат марки Gucci, Yves Saint Laurent, Alexander McQueen, Brioni, Puma, Ulysse Nardin, Bottega Veneta, Stella McCartney, Balenciaga, Sergio Rossi, Boucheron, Girard-Perregaux, Tomas Maier, Christopher Kane, Volcom, Dodo, JeanRichard, Pomellato, Qeelin, Cobra, Electric и Tretorn.

## Фармацевтика и косметика
Крупнейшей фармацевтической компанией страны является Sanofi (активы в 2015 году — 118 млрд долл., сотрудников — 113 тыс. человек). Также на рынке работают швейцарские Hoffmann–La Roche и Novartis, британская GlaxoSmithKline, американские Johnson & Johnson и Bristol Myers Squibb, средние французские компании Servier (Сюрен), Laboratoires Pierre Fabre (Кастр), BioMérieux (Марси-л'Этуаль), Ipsen (Париж), Laboratoires Boiron (Мессими), Laboratoire Urgo (Шенов), Arkopharma (Карро), Guerbet (Вильпент).
Крупнейшей парфюмерно-косметической компанией страны является L’Oréal (активы в 2015 году — 39 млрд долл., сотрудников — 78 тыс. человек). Предприятия L’Oréal расположены в Гоши (Эна), Рамбуйе (Ивелин), Оне-су-Буа (Сен-Сен-Дени), Виши (Алье), Сен-Жан-де-ла-Рюэль (Луаре), Ла-Рош-Позе (Вьенна), Ле-Тийе (Валь-д’Уаз), Кодри (Нор), Лассиньи (Уаза). 
Также на рынке работают LVMH и Christian Dior (в том числе Sephora, Guerlain и Acqua di Parma), американские Coty и Revlon, японская Shiseido, средние французские компании Yves Rocher (Ла-Гасийи), L’Occitane en Provence (Маноск), Sisley (Париж).

## Пищевая промышленность
Крупнейшими компаниями пищевой промышленности и производителями напитков страны являются Danone (активы в 2015 году — 38 млрд долл., сотрудников — 100 тыс. человек) и Pernod Ricard (активы в 2015 году — 36 млрд долл., сотрудников — 18 тыс. человек).
- Pernod Ricard принадлежат марки алкогольных напитков Absolut, Chivas Regal, Ballantine's, Jameson, Martell, Beefeater, Kahlua, Malibu, Havana Club, G.H. Mumm, Perrier-Jouët, Glenlivet, Royal Salute, Jacob's Creek, Brancott, Camp Viejo, Graffigna.
- LVMH принадлежат марки Hennessy, Dom Pérignon, Moët & Chandon, Veuve Clicquot, Ruinart, Château d'Yquem, Ardbeg, Glenmorangie, Champagne Krug, Champagne Mercier, Belvedere, 10 Cane, Domaine Chandon, Cloudy Bay.

## Военно-промышленный комплекс
- Государственная компания DCNS — строительство кораблей (в том числе авианосец Шарль де Голль), производство вооружений (торпеды и пр.).

## Региональное распределение
Верхняя НормандияСреди крупнейших предприятий региона — кофейная фабрика Kraft Foods (Гавр).
Иль-де-ФрансСреди крупнейших предприятий региона — заводы авиационного и ракетного оборудования MBDA и Safran (Велизи-Виллакубле), заводы электроники Thales (Велизи-Виллакубле).
Лангедок-РуссильонСреди крупнейших предприятий региона — кофейная фабрика Kraft Foods (Лаверюне).
ЛимузенСреди крупнейших предприятий региона — завод грузовиков Renault Trucks (Ле-Пале-сюр-Вьенн).
ЛотарингияСреди крупнейших предприятий региона — автомобильный завод Daimler (Амбак), автобусный завод Daimler / EvoBus (Линьйи-ан-Барруа), завод оптики Essilor (Линьйи-ан-Барруа).
Нижняя НормандияСреди крупнейших предприятий региона — завод грузовиков Renault Trucks (Бленвиль-сюр-Орн).
ПикардияСреди крупнейших предприятий региона — завод ракетных систем MBDA (Лакруа-Сент-Уан).

### Овернь — Рона — Альпы
Среди крупнейших предприятий региона — завод грузовиков Renault Trucks (Бурк-ан-Брес); завод двигателей и автомобильных комплектующих Renault Trucks (Венисьё).

### Прованс — Альпы — Лазурный Берег

Основные отрасли промышленности: машиностроение (вертолёты, спутники, авиатехника и комплектующие, суда, эскалаторы, лифты, автомобильные комплектующие, сельскохозяйственная техника), производство электроники, электротехники и приборов, металлургия и металлообработка, химическая промышленность (в том числе фармацевтика, нефтепереработка и производство пластмассовых изделий), производство парфюмерии и косметики, энергетика, пищевая промышленность (прохладительные и алкогольные напитки, молочные, мясные, кондитерские и хлебобулочные изделия, фруктовые и овощные консервы, сахар), производство стройматериалов и керамики, текстильная, швейная, бумажная и полиграфическая промышленность.
Среди крупнейших предприятий региона — вертолётный завод Eurocopter (Мариньян), завод авиатехники Dassault Aviation (Истр), металлургические заводы ArcelorMittal и Gruppo Lucchini (Фос-сюр-Мер), Rio Tinto Alcan (Гардан), нефтеперерабатывающие и химические заводы Royal Dutch Shell (Бер-л’Этан), BP / Innovene (Мартиг), Total (Шатонёф-ле-Мартиг), ExxonMobil (Фос-сюр-Мер), Arkema (Шато-Арну-Сент-Обан, Фос-сюр-Мер и Марсель), LyondellBasell (Фо-сюр-Мер), Robertet (Грас), Groupe SNPE (Сорг), Rousselot (Л'Иль-сюр-ла-Сорг) и Pebeo (Жеменос), судостроительные заводы DCNS (Тулон и Сен-Тропе), заводы электронных компонентов STMicroelectronics и Atmel (Руссе), Gemalto (Жеменос и Ла-Сьота), Vishay Intertechnology (Ницца), Temex и NXP Semiconductors (Вальбонн), завод офисной техники IBM (Ла-Год), завод спутников Alcatel Space (Канны), заводы электротехники Legrand (Антиб) и Transfix Toulon (Ла-Гард), приборостроительные заводы Thales (Вальбонн), Schneider Electric (Карро и Вальбонн), MGP Instruments (Ламанон), завод автомобильных комплектующих MGI Coutier (Монтё), заводы пластмассовых изделий Stedim (Обань), Linpac (Тараскон) и Plastiques Ervaf (Вальреа), завод эскалаторов и термического оборудования Constructions industrielles de la Méditerranée (Ла-Сейн-сюр-Мер), завод термического оборудования Carrier Corporation (Обань), завод сельскохозяйственного оборудования Groupe Pellenc (Пертюи), лифторемонтные заводы Kone (Ницца), Otis и Schindler (Марсель), заводы металлоконструкций и металлообработки Sapa Profiles (Пюже-сюр-Аржан), Eni / Camom (Роньяк), Clemessy / Game-Sud-Est (Витроль), Areva / Tricastin (Боллен) и Tournaire (Грас), завод технической керамики Saint-Gobain (Ле-Понте), завод изоляционных материалов Saint-Gobain (Оранж), заводы строительных материалов Lafarge (Авиньон, Карпантрас, Бук-Бель-Эр и Мазан), фабрика белья Triumph International (Марсель), бумажные фабрики Malaucène Industries (Малосен), Tembec (Тараскон) и Imcarvau (Вальреа), полиграфические фабрики La Provence (Марсель) и Groupe Nice-Matin (Ницца), завод прохладительных напитков Coca-Cola Enterprises (Ле-Пен-Мирабо), завод алкогольных напитков Pernod Ricard (Марсель), пищевые фабрики Nestlé, Haribo, Panzani и Saint Louis Sucre (Марсель), McCormick & Company (Карпантрас и Монтё), Kerry Group (Апт), Campbell Soup (Ле-Понте), Unilever (Жеменос), Degussa Flavors Fruit (Грас), Varoise de Concentres (Синь), Conserves France (Тараскон) и Coop Agricole Transformation Vente (Камаре-сюр-Эг), мясоперерабатывающие заводы Groupe Bigard (Роньонас), Raynal et Roquelaure (Камаре-сюр-Эг) и ABC Industries (Пероль-ан-Прованс), фармацевтические заводы Arkopharma и Virbac (Карро), Sanofi (Систерон), Ipsen (Синь), Laboratoire Genevrier (Антиб) и Laphal Industries (Аллош), парфюмерно-косметические фабрики Mane (Ле-Бар-сюр-Лу), L'Occitane en Provence (Маноск) и Labiomar (Синь), водоочистительные предприятия Groupe des Eaux de Marseille (Марсель) и Veolia Environnement (Ницца). 
|                                                |                                |                            |                            |                        |
| Электростанция Électricité de France в Мартиге | Промышленная зона в Фо-сюр-Мер | Фабрика Tembec в Тарасконе | Промышленная зона в Оргоне | Завод Lafarge в Мазане |

### Центр

Основные отрасли промышленности: машиностроение (автомобильные комплектующие, вооружения и боеприпасы, подшипники, лифты, сельскохозяйственная техника, железнодорожное и промышленное оборудование), производство электроники, электротехники и приборов, производство парфюмерии, косметики и средств гигиены, химическая промышленность (в том числе фармацевтика, производство шин, резинотехнических и пластмассовых изделий), энергетика, пищевая (молочные, мясные, кондитерские и хлебобулочные изделия, сахар) и полиграфическая промышленность, производство стройматериалов и керамики.
Среди крупнейших предприятий региона — заводы автомобильных комплектующих Delphi Corporation и Valeo (Блуа), Meritor (Сен-Жан-де-Бре), заводы ракетных систем MBDA (Бурж и Сель-Сен-Дени), завод электронных компонентов STMicroelectronics (Тур), заводы шинн и резиновых изделий Michelin (Жуэ-ле-Тур и Сен-Дульшар) и Total / Hutchinson (Шалетт-сюр-Луэн, Жуэ-ле-Тур и Шамбре-ле-Тур), заводы парфюмерии, косметики и средств гигиены Parfums Christian Dior (Сен-Жан-де-Бре), L’Oréal (Орм), Procter & Gamble (Блуа), Shiseido (Жиан и Орм), Guerlain, Hermès, Puig и Reckitt Benckiser (Шартр), завод подшипников SKF (Сен-Сир-сюр-Луар), фармацевтические фабрики Servier и Famar (Орлеан), Laboratoires Pierre Fabre (Жиан), Sanofi (Амийи и Тур), Wyeth и Chiesi Farmaceutici (Блуа), Novo Nordisk (Шартр), полиграфическая фабрика Maury (Малезерб), завод железнодорожного оборудования Faiveley SA (Сен-Пьерр-де-Кор), завод пластмассовых изделий Tupperware (Жуэ-ле-Тур), химический завод Forbo (Блуа), кондитерская фабрика Kraft Foods (Вильбару), завод лифтов Otis (Жиан), завод промышленного оборудования Zodiac Marine and Pool (Жуэ-ле-Тур), ламповый завод Philips (Шартр), заводы сельскохозяйственной техники Deere & Company (Орм и Саран), завод офисного оборудования Lexmark (Буаньйи-сюр-Бионн), завод строительных материалов Saint-Gobain (Жуэ-ле-Тур), фаянсовый завод Faïencerie de Gien (Жиан), сахарный завод Tereos (Артенэ), атомные электростанции Électricité de France (Дампьерр-ан-Бюрли, Бельвиль-сюр-Луар и Сен-Лоран-Нуан).
|                                               |                                            |                       |
| АЭС Électricité de France в Бельвиль-сюр-Луар | АЭС Électricité de France в Сен-Лоран-Нуан | Завод Tereos в Артенэ |

### Шампань — Арденны

Основные отрасли промышленности: машиностроение (автомобильные и тракторные комплектующие, велосипеды), металлургия и металлообработка, химическая промышленность (в том числе фармацевтика, производство шин, резинотехнических и пластмассовых изделий), пищевая промышленность (алкогольные напитки, молочные, мясные, кондитерские и хлебобулочные изделия, сахар), энергетика, производство электроники, электротехники и приборов, швейная, текстильная, полиграфическая, мебельная и деревообрабатывающая промышленность, производство стройматериалов, стекла и средств гигиены.
Среди крупнейших предприятий региона — литейные заводы PSA Peugeot Citroën (Виллер-Семёз), Fonderies de Brousseval et Montreuil / FBM (Бруссеваль), Ferry-Capitain (Веквиль), Acieries Hachett et Driout (Сен-Дизье) и GHM (Соммвуар), фармацевтические заводы Boehringer Ingelheim и AstraZeneca (Реймс), завод шампанского Moët & Chandon (Эперне), заводы автомобильных комплектующих Visteon (Шарлевиль-Мезьер), Valeo (Реймс), TI Automotive (Шалон-ан-Шампань), Mefro Roues (Ла-Шапель-Сен-Люк) и Delphi Corporation (Доншри), завод шин Michelin (Ла-Шапель-Сен-Люк), мебельная фабрика Cauval Industries (Бар-сюр-Об), завод металлоконструкций Petitjean (Сент-Андре-ле-Верже), фабрика нижнего белья Petit Bateau (Труа), завод стальных труб Vallourec (Мароль), кузнечно-штамповочные заводы Forges de Bologne (Болонь) и Forges de Courcelles (Ножан), завод бытовой электротехники Electrolux (Ревен), кабельные заводы Axon (Монмирай) и Nexans (Фюме), фабрика одежды Devanlay (Труа), фабрика очков Essilor (Сезанн), завод резиновых изделий Freudenberg Group (Лангр), завод пластмассовых изделий AkzoNobel (Мароль), завод замков и металлических изделий Assa Abloy (Труа), сахарные заводы Cristal Union (Базанкур и Виллет-сюр-Об), медеплавильный завод Tréfimétaux (Фромлен), заводы напольных покрытий Tarkett и Enia Tecsom (Глер), велосипедный завод Cycleurope (Ромийи-сюр-Сен), завод тракторных комплектующих McCormick (Сен-Дизье), фабрика ковриков и покрытий Faurecia (Музон), сырные заводы Société B.G. (Иллу) и Entremont Alliance (Валь-де-Мез), кондитерская фабрика Groupe Cémoi (Труа), фабрика мороженого Unilever (Сен-Дизье), полиграфическая фабрика Société du Journal L’Union (Реймс), завод стеклянной тары Owens-Illinois  (Реймс), фабрика гигиенических изделий Johnson & Johnson (Сезанн), переплётная фабрика SOC Industrielle de Reliure Cartonnage (Мариньйи-ле-Шатель), деревообрабатывающие заводы SMPA (Вандёвр-сюр-Барс) и Pastural (Эперне), заводы пластиковой упаковки Cebal (Сент-Менеу и Вьенн-ле-Шато), атомные электростанции Électricité de France (Ножан-сюр-Сен и Шоо), теплоэлектростанция Électricité de France (Труа).
|                                 |                                           |                           |
| АЭС Électricité de France в Шоо | АЭС Électricité de France в Ножан-сюр-Сен | Промышленная зона в Базей |

### Эльзас

Основные отрасли промышленности: машиностроение (автомобили, автомобильные комплектующие, подшипники, строительная и сельскохозяйственная техника, авиационные комплектующие, медицинское оборудование), производство электроники, электротехники и приборов, химическая промышленность (в том числе фармацевтика и нефтепереработка), металлургия и металлообработка, пищевая промышленность (алкогольные напитки, молочные, мясные, кондитерские и хлебобулочные изделия, кофе), энергетика, производство стройматериалов.
Среди крупнейших предприятий региона — автомобильные заводы PSA Peugeot Citroën (Сосайм), Bugatti Automobiles и Daimler (Мольсайм), заводы подшипников Schaeffler Group (Агно) и Timken (Кольмар), фармацевтические заводы Eli Lilly and Company (Фегерсайм) и Octapharma (Ленгольсайм), заводы электротехники Hager (Оберне), SEW Usocome и Siemens (Агно), Clemessy (Мюлуз), заводы автомобильных комплектующих General Motors, Delphi Corporation и Johnson Controls (Страсбург), Mahle Behr (Руффак) и Faurecia (Маркольсайм), алюминиевый завод Rio Tinto Alcan (Бисайм), заводы строительной техники Liebherr (Кольмар) и Haemmerlin (Саверн), завод сельскохозяйственной техники Kuhn (Саверн), завод автоприцепов Lohr Industrie (Дюппигайм), завод авиационных комплектующих Safran (Мольсайм), нефтеперерабатывающий завод Petroplus (Рейшстет), химический завод Rhodia (Шалампе), пивоваренные заводы Carlsberg / Kronenbourg (Оберне), Carlsberg / Brasserie Saverne (Саверн) и Heineken (Шильтигайм), завод телекоммуникационного оборудования Alcatel-Lucent (Ийкирш-Граффанштадан), кондитерские фабрики Mars (Агно), Kraft Foods (Страсбург) и Schaal Chocolatier (Гайспольсайм), завод мороженого Mars (Стенбур), кофейная фабрика Kraft Foods (Страсбург), заводы стройматериалов Wienerberger (Ашенайм, Бетшдорф и Сельц), Cemex (Ленгольсайм), ламповый завод Osram (Мольсайм), завод фармацевтического и медицинского оборудования Millipore Corporation (Мольсайм), атомная электростанция Électricité de France (Фессенхайм), гидроэлектростанции Électricité de France (Маркольсайм и Фессенхайм).
|                            |  |                           |                         |
| Завод Haemmerlin в Саверне |  | Завод Liebherr в Кольмаре | Завод Timken в Кольмаре |